# Stephan Hocke
Stephan Hocke (Suhl, 20 ottobre 1983) è un ex saltatore con gli sci tedesco.

## Biografia
In Coppa del Mondo esordì il 23 novembre 2001 a Kuopio (7°), ottenne il primo podio il 1º dicembre successivo a Titisee-Neustadt (3°) e l'unica vittoria il 15 dicembre seguente a Engelberg. La sua carriera è stata segnata da un grave infortunio occorsogli nell'estate del 2003.
In carriera prese parte a un'edizione dei Giochi olimpici invernali, Salt Lake City 2002 (12° nel trampolino lungo, 1° nella gara a squadre) e a due dei Campionati mondiali (8° nella gara a squadre a Sapporo 2007 il miglior risultato).

## Palmarès

### Olimpiadi
- 1 medaglia:
  - 1 oro (gara a squadre a Salt Lake City 2002)

### Coppa del Mondo
- Miglior piazzamento in classifica generale: 9º nel 2002
- 6 podi (2 individuali, 4 a squadre):
  - 1 vittoria (individuale)
  - 5 terzi posti (1 individuale, 4 a squadre)

#### Coppa del Mondo - vittorie
| Data             | Località  | Nazione  | Trampolino                |
| ---------------- | --------- | -------- | ------------------------- |
| 15 dicembre 2001 | Engelberg | Svizzera | Gross-Titlis-Schanze K120 |

### Campionati tedeschi
- 2 ori (trampolino normale, gara a squadre nel 2007)[1]